# 몬트리올 알루에츠
| 몬트리올 알루에츠 | |
| 디비전            | 이스트 디비전 |
| 설립연도          | 1946년 |
| 해체연도          | |
| 역사              | 몬트리올 알루에츠 (1946년~1981년) 몬트리올 콩코드스 (1982년~1985년) 몬트리올 알루에츠 (1986년~1987년) (1996년~현재) |
| 경기장            | 퍼시벌 몰슨 메모리얼 스타디움 몬트리올 올림픽 스타디움 (제2경기장)                                                  |
| 연고지            | 퀘벡주 몬트리올 |
| 구단주            | 로버트 워턴홀 |
| 단장              | 짐 포프 |
| 감독              | 짐 포프 |
| 디비전 우승       | 18회 (1949, 1954, 1955, 1956, 1970, 1974, 1975, 1977, 1978, 1979, 2000, 2002, 2003, 2005, 2006, 2008, 2009, 2010)   |
| 그레이 컵 우승    | 7회 (1949, 1970, 1974, 1977, 2002, 2009, 2010)                                                                      |
| 영구 결번         | 13, 27, 28, 56, 63, 74, 75, 77, 78, 92                                                                              |

몬트리올 알루에츠(영어:Montreal Alouettes, 프랑스어:Les Alouettes de Montréal)는 캐나다 퀘벡주 몬트리올을 연고지로 하는 CFL의 이스트 디비전 소속팀이다.